# Louis-François Roubiliac

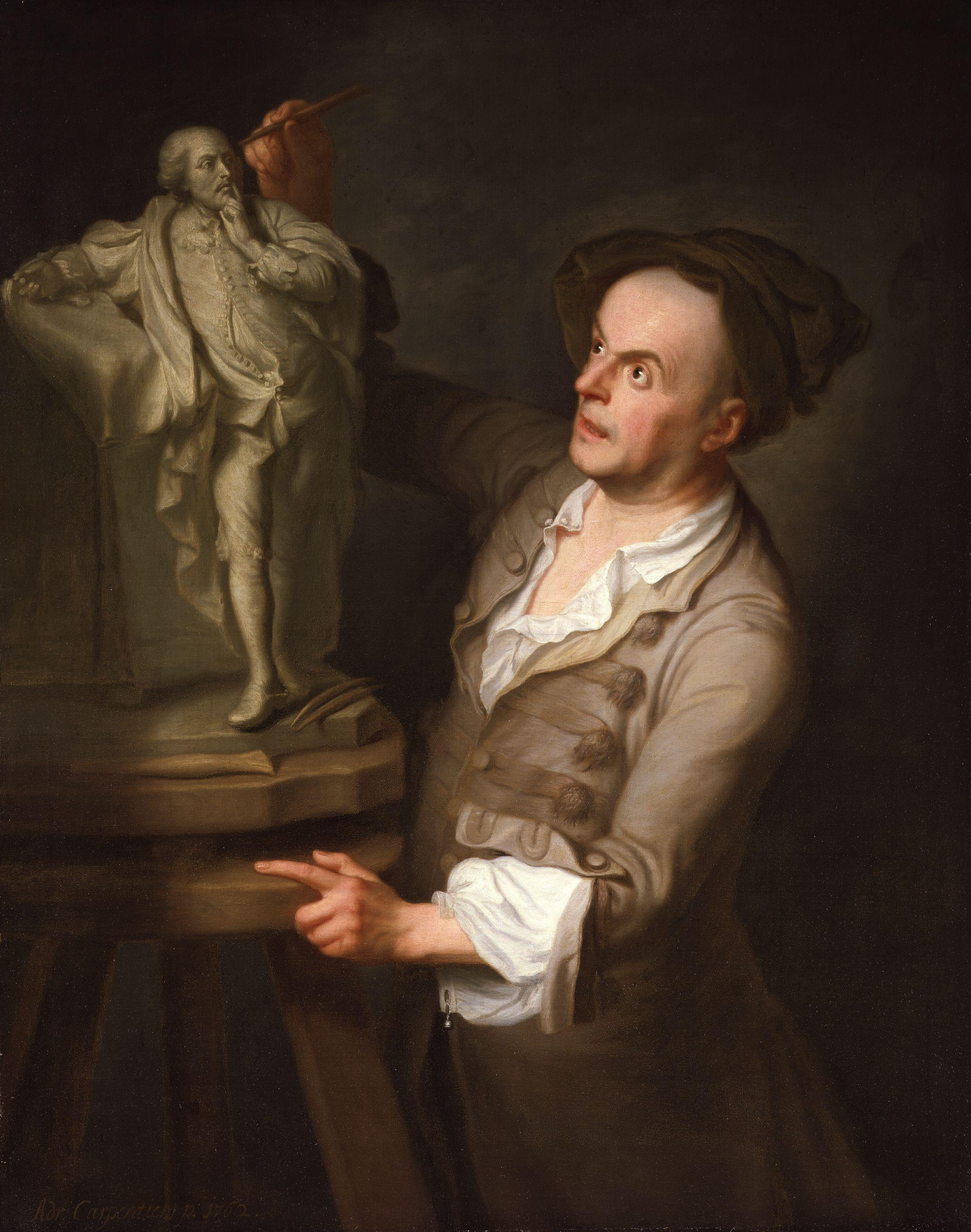
Louis-François Roubiliac, målning av Adrien Carpentiers.

Louis-François Roubiliac (även stavat Roubillac), född 31 augusti 1702 i Lyon, död 11 januari 1762, var en franskfödd skulptör som verkade i England, en av rokoko-periodens mest framstående skulptörer i landet.

## Biografi
Roubiliac föddes i Lyon i Frankrike. Han gick i lära hos skulptören Balthasar Perlmoser i Dresden vid det sachsiska kurfurstliga hovet, och därefter hos Nicolas Coustou i Paris. Efter att ha tilldömts andraplatsen i Prix de Rome 1730 och därmed gått miste om möjligheten för vinnaren att studera i Rom, flyttade Roubiliac till London.  
Han gifte sig 1735 med Caroline Magdalene Hélot, en medlem av den franska exilkolonin av hugenotter i London, i kyrkan St Martin-in-the-Fields.

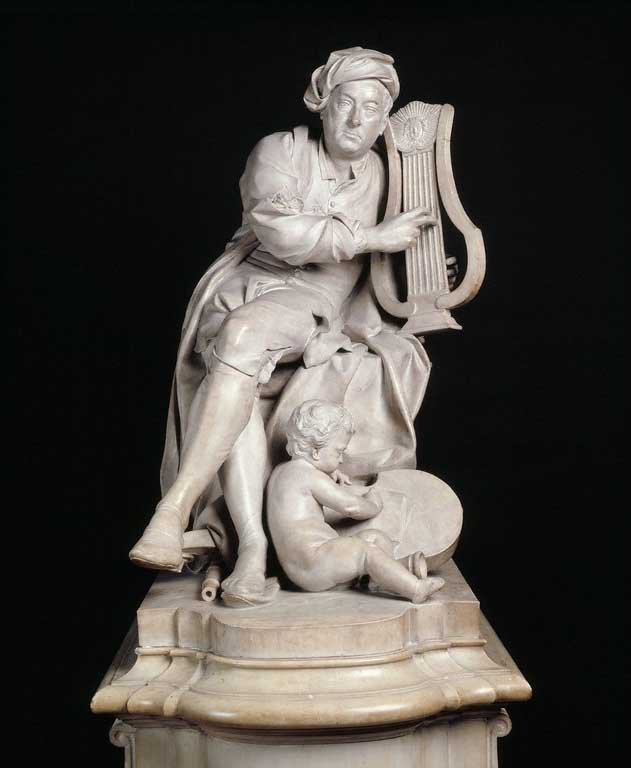
Handel (1738)

Roubiliac nådde först berömmelse genom sin porträttskulptur av Georg Friedrich Händel (1738), beställd för Vauxhall Gardens. Statyn finns i dag på Victoria and Albert Museum. Genom statyns offentliga placering och populära motiv kom han i ropet och kunde snart skaffa sig en studio vid St. Martin's Lane i London, där han också kom att medverka vid grundandet av St. Martin's Lane Academy. Han hade studion som sin huvudsakliga arbetsplats under återstoden av karriären.

## Verk

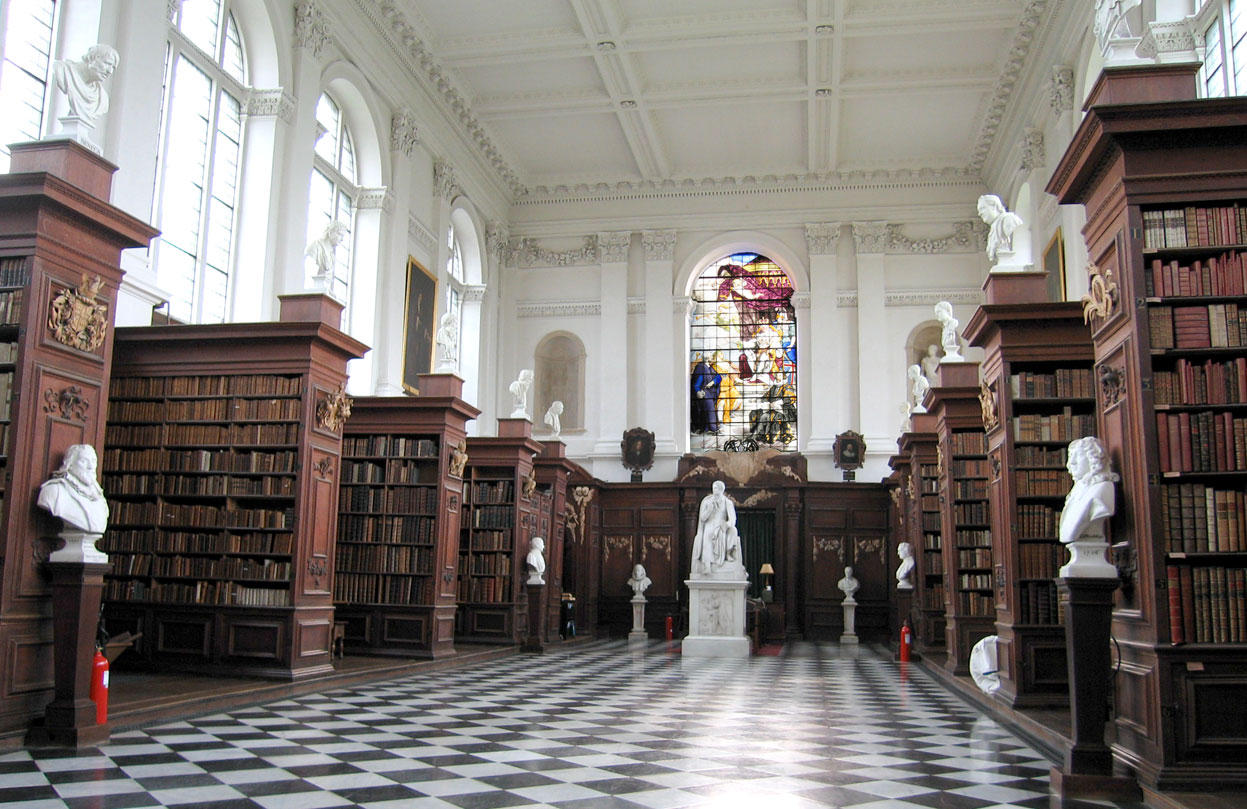
Wrenbiblioteket i Trinity College, Cambridge.

Roubiliac är huvudsakligen berömd för sina porträttbyster och gravmonument.

### Gravmonument
I Westminster Abbey har Roubiliac bland annat utfört hertigen av Argylls (1748), Händels (1761), samt sir Peter Warren, marskalk Wade och Lady Elizabeth Nightingales gravmonument.

### Porträttbyster
I Trinity Colleges bibliotek i Cambridge finns flera porträttbyster utförda av Roubiliac, föreställande framstående medlemmar av colleget.